# William Wilson (natación)
William Wilson (13 de noviembre de 1844  en Londres, Inglaterra– 1 de junio de 1912 en Glasgow, Escocia) fue un periodista e instructor de natación escocés durante los fines del siglo XIX. También contribuyó al uso y desarrollo de técnicas científicas en apoyo de la natación competitiva. En 1883, Wilson publicó "The Swimming Instructor" ("El instructor de natación"), uno de los primeros libros sobre la natación que definió los conceptos modernos de la eficiencia de estilos, las vueltas de carreras, los entrenamientos y la seguridad acuática.

## Contribuciones a la natación
- Describió e ilustró el comienzo y vuelta de carreras.
- Mejoró la mecánica de varios estilos.
- Desarrolló el primer simulacro de salvamento acuático.
- Aplicó por primera vez métodos de entrenamiento en tierra firme y en el agua.
- Fue el primer periodista de natación.
- Innovó en el diseño de piscinas.

## Waterpolo
En 1877, Wilson creó varias reglas para un juego en agua de pelota por equipos, lo llamó "fútbol acuático". El primer partido tuvo lugar en las orillas del Río Dee en el Festival de Bon Accord en Aberdeen, Escocia. Se ubicaron las banderas a una distancia de entre dos y tres metros de la orilla y los jugadores usaron una pelota blanda de goma india, llamada pulu. El juego fue un combate de lucha de un extremo a otro del campo, pero fue popular entre los espectadores de festivales acuáticos de esa época.
En 1885, la Asociación Náutica del Reino Unido reconoció el juego, ahora llamado waterpolo, y formuló unas reglas que expandieron las propuestas por Wilson. Eventualmente estas reglas se convirtieron en la base de las reglas internacionales cuando el deporte se extendió a Europa, América y Australia.

## Salvamento acuático
En 1891 Wilson publicó varios artículos ilustrados en periódicos sobre simulacros de salvamento acuático, y presentó premios a clubes de natación locales por sus habilidades en las técnicas de salvamento. Los métodos de Wilson se difundieron mediante un manual, y en reconocimiento por su contribución, fue elegido como primer gobernador con cargo vitalicio de la Royal Lifesaving Society.